# Antrodiaetus montanus
Espèce
Synonymes
- Brachybothrium montanum Chamberlin & Ivie, 1935

Antrodiaetus montanus est une espèce d'araignées mygalomorphes de la famille des Antrodiaetidae.

## Distribution
Cette espèce est endémique des États-Unis. Elle se rencontre au Nevada, en Utah, au Wyoming, en Idaho, en Oregon et au Washington.

## Publication originale
- Chamberlin & Ivie, 1935 : Miscellaneous new American spiders. Bulletin of the University of Utah, vol. 26, no 4, p. 1-79.